# Hobo (lettertype)
Hobo is een lettertype dat in 1910 door de Amerikaanse letterontwerper Morris Fuller Benton voor de lettergieterij American Type Founders (ATF) werd ontworpen.
Hobo is een vrolijke, informele display-letter die al ruim 100 jaar bestaat, maar vandaag de dag nog zeer populair is. De stevige letter leent zich uitermate goed voor in grote korpsen gedrukte teksten zoals uitnodigingen, posters, spandoeken en uithangborden. Hobo is geïnspireerd op de organische stijl van de art-nouveau-stroming uit het begin van de 20e eeuw.
Volgens Mac McGrew (van het boek "American Metal Typefaces of the Twentieth Century") was Hobo getekend en naamloos aangeleverd aan de lettergieterij. De ontwerpen lagen daar maar en er was maar geen tijd om ze te snijden en te gieten, waardoor men zich ging afvragen wat men nu eigenlijk moest met "that old hobo". De gesneden mallen werden uiteindelijk verder verwerkt tot loden zetletters door de gieterij Intertype. In 1915 kwam ook Light Hobo uit.

## Eigenschappen
Alle letters zijn gebogen. Rechte lijnen komen niet voor en schreven zijn niet aanwezig, maar worden gesuggereerd door de uitstulpingen op plaatsen waar normaliter de schreven zouden zitten. De letters hebben een grote x-hoogte en de onderkast (kleine letters) b, d, f, h, k, l, t  hebben korte stokken en de staartletters g, p, q en y staan op de basislijn, en vallen geheel binnen de x-hoogte. Hedendaagse typografen zijn net zo verdeeld over dit lettertype als over bijvoorbeeld Comic Sans, maar niettemin is het van historisch grote waarde.
Vele bekende letteruitgeverijen verkopen het lettertype Hobo, meestal onder zijn originele naam. Hobo werd meegeleverd bij het besturingssysteem Apple Macintosh.